# Samaya
M/Y Samaya är en motoryacht tillverkad av Feadship i Nederländerna. Hon levererades 2017. Samaya designades exteriört av De Voogt Naval Architects medan interiören designades av Redman Whiteley Dixon. Motoryachten är 69,5 meter lång och har en kapacitet upp till tolv passagerare fördelat på sex hytter. Den har en besättning på 16 besättningsmän.
Vem motoryachten var byggt åt och vem som äger den är ej känt.